# Вулька-Мінська
Вулька-Мінська (пол. Wólka Mińska) — село в Польщі, у гміні Мінськ-Мазовецький Мінського повіту Мазовецького воєводства.
Населення — 241 особа (2011).
У 1975-1998 роках село належало до Седлецького воєводства.

## Демографія
Демографічна структура станом на 31 березня 2011 року:
|          | Загалом | Допрацездатний вік | Працездатний вік | Постпрацездатний вік |
| -------- | ------- | ------------------ | ---------------- | -------------------- |
| Чоловіки | 123     | 35                 | 82               | 6                    |
| Жінки    | 118     | 30                 | 66               | 22                   |
| Разом    | 241     | 65                 | 148              | 28                   |